# Ekstrasolarni planeti
Ekstrasolarni planeti ili egzoplaneti su planeti izvan Sunčeva sustava. Gotovo svi do danas otkriveni planeti imaju mase jednake ili veće masama plinovitih divova u Sunčevom sustavu (na primjer Jupiter). Takve planete je lakše otkriti jer zbog svoje mase, odnosno gravitacijskog privlačenja, ostvaruju mjerljive učinke na kretanje matičnih zvijezda. Iako se pretpostavlja da bi ti planeti mogli biti slični plinovitim divovima Sunčevog sustava, još nema konačnog odgovora. Neki od takvih planeta, otkriveni u posljednje vrijeme, imaju vrlo eliptične orbite koje ih dovode ekstremno blizu matičnoj zvijezdi. Zbog toga je na njih mnogo veći utjecaj Sunčevog vjetra i zračenja, nego na plinovite divove u Sunčevom sustavu, čime postaje upitno jesu li istog tipa. Prvi otkriveni egzoplanet je 51 Pegasi b. Razvojem promatračkih tehnika i instrumenata, povećava se i broj otkrivenih planeta. Do danas je potvrđeno postojanje 4073 ekstrasolarnih planeta.

## Povijest
U 16. stoljeću Giordano Bruno je, podupirući teoriju Nikole Kopernika da se Sunce nalazi u središtu Sunčeva sustava, oblikovao ideju da se i oko drugih zvijezda gibaju planeti. William Herschel razvio je astrometrijsku metodu za otkrivanje dvojnih zvijezda i smatrao je da se na sličan način, preciznijim mjerenjem, može prepoznati i utjecaj planeta na zvijezdu. Otto Struve je 1952. pretpostavio da bi u nekim ekstrasolarnim planetnim sustavima planeti mogli biti mnogo bliže matičnoj zvijezdi nego što je to slučaj u Sunčevu sustavu, da bi ih se moglo otkriti s pomoću njihova utjecaja na gibanje zvijezde te predložio Dopplerovu spektroskopiju zračenja zvijezde i mjerenje crvenoga i plavoga Dopplerova pomaka.
Prvi je ekstrasolarni planet PSR B1957+20 b otkriven 1988. mjerenjem promjene perioda pulsara u zviježđu Strijelca, u orbiti oko pulsara PSR B1957+20. Njegova je masa 22 puta veća od Jupiterove a obilazi zvijezdu u periodu od 0,38 dana.
Drugi ekstrasolarni planet HD 114762 b otkriven je spektroskopski 1989. na udaljenosti 130 svjetlosnih godina u zviježđu Berenikinoj kosi, oko zvijezde HD 114762 koja se može svrstati u HR-dijagram. Njegova je masa najmanje oko 11 puta veća od Jupiterove a obilazi zvijezdu za približno 84 dana.
Prvi izravno fotografirani (2004.) ekstrasolarni planet je 2M1207 b. Nalazi se u zviježđu Centaura u orbiti oko smeđeg patuljka 2M1207. Njegova je masa 4 puta veća od mase Jupitera a nalazi se na udaljenosti 46 astronomskih jedinica od matične zvijezde.
Nama najbliži ekstrasolarni planet Proksima Centaura b nalazi se pokraj nama najbliže zvijezde Proksima Centaura. Njegova je masa oko 1,27 puta veća od mase Zemlje a obilazi zvijezdu za 11,19 dana; otkriven je s pomoću Dopplerove spektroskopije 2016.

## Osnovna obilježja
Dosad zabilježeni ekstrasolarni planeti u prosjeku su masom i volumenom veći od planeta Sunčeva sustava, što je vjerojatno posljedica težeg otkrivanja manjih planeta. Najveći zabilježeni ekstrasolarni planeti tridesetak su puta veći od Jupitera i na granici su da postanu smeđi patuljci. Najmanji zabilježeni planeti nekoliko su puta veći od Mjeseca. Otkriveni su planeti koji se gibaju oko zvijezda po iznimno izduljenim putanjama, najveći poznati numerički ekscentricitet (0,97) ima planet HD 20782 b. Neki ekstrasolarni planeti kruže oko dvojnih zvijezda, poznato je nekoliko planeta koji kruže oko trostrukih zvijezda na primjer pet planeta u planetskom sustavu 11,2 milijarde godina stare zvijezde Kepler 444 i jedan planet, Kepler 64 b, u sustavu s četiri zvijezde. Znanstvenike su najviše iznenadili veliki planeti u neposrednoj blizini matičnih zvijezda, s periodima od samo nekoliko sati ili nekoliko dana i masama dvadesetak puta većima od Jupiterove, na primjer GP Com b i KELT1 b. Nekim su ekstrasolarnim planetima snimljene atmosfere i prepoznate molekule u atmosferama, na primjer CH4 (metan), CO (ugljikov monoksid), CO2 (ugljikov dioksid), H2 (vodik), H2O (voda), HCN (vodikov cijanid), TiO, VO i atomi vodika, kisika, ugljika, natrija, kalija. Neki su planeti vrlo neobičnoga kemijskoga i fizičkog sastava na primjer 55 Cancri e je dijamant, Gliese 436 b ima kometski rep, a na HD 189733 b pada staklena kiša i puše vjetar brzinom 2 000 m/s.

## Metode otkrivanja i istraživanja
Izravno snimanje planeta moguće je samo u nekim posebnim uvjetima, koji se koriste za izravno fotografiranje i u metodi gravitacijskih leća, jer su zvijezde oko milijardu puta sjajnije od planeta te ih svojim sjajem prekrivaju. 
Ekstrasolarni planeti se najčešće otkrivaju posredno, promatranjem njihova utjecaja na matične zvijezde. Utjecaj planeta na gibanje ili pulsiranje zvijezde ovisi o masama zvijezde i planeta: što je masa zvijezde veća u odnosu na masu planeta, utjecaj planeta je manji. Što je planet udaljeniji od zvijezde, dulji je njegov period obilaska zvijezde i potrebno je dulje vrijeme za potvrdu njegova utjecaja. Utjecaj planeta na sjaj zvijezde ovisi o promjerima i položajima zvijezde i planeta. Posredne metode su astrometrijska, spektroskopska, fotometrijska i mjerenje perioda pulsara.
Astrometrijska metoda najstarija je, ali ne baš uspješna, metoda istraživanja ekstrasolarnih planeta, kojom se precizno bilježe položaji relativno bliskih zvijezda u odnosu na sjaj pozadinskih zvijezda i traže promjene položaja zbog kruženja oko baricentra pod utjecajem planeta. Potkraj 18. stoljeća Herschel je tom metodom otkrivao dvojne zvijezde te je u gibanju dvojne zvijezde 70 Ophiuchi prepoznao utjecaj nevidljiva planeta, no to je otkriće kasnije opovrgnuto. U sljedećih 200 godina bilo je još objava otkrića planeta astrometrijskom metodom, koje su kasnije povučene. Metoda je dugo bila nepouzdana jer su promjene položaja zvijezda pod utjecajem planeta male, a smetnje Zemljine atmosfere prevelike, čak i za najbolje suvremene teleskope na tlu. Tek je Svemirski teleskop Hubble (2002.) pouzdano zabilježio utjecaj već otkrivenoga planeta Gliese 876 b na položaj zvijezde (planet je otkriven s pomoću spektroskopske metode 1998). Astrometrijskom metodom otkriven je samo jedan planet: HD 176051 b (2010).

### Spektroskopska metoda
Spektroskopska metoda za istraživanje ekstrasolarnih planeta koristi se promjenom položaja spektralnih linija svjetlosti zvijezde zbog Dopplerova učinka kad se zvijezda, kružeći oko baricentra pod utjecajem planeta, približava Zemlji ili udaljava od nje. Tom je metodom otkriveno oko 20% ekstrasolarnih planeta, prvi 1989. oko zvijezde HD 114762. Mjerenjem pomaka spektralnih linija može se odrediti radijalna brzina gibanja (od Zemlje ili prema njoj) zvijezde:
{\displaystyle v_{z}=c\cdot {\Delta \lambda  \over \lambda _{0}}=c\cdot {\lambda _{i}-\lambda _{0} \over \lambda _{0}}}
gdje je: λ0 - laboratorijska valna duljina, λi - izmjerena valna duljina i c - brzina svjetlosti. Utjecaj planeta na gibanje zvijezde i njezina brzina gibanja prema Zemlji i od nje ovisi o masama zvijezde i planeta: što je masa zvijezde veća u odnosu na masu planeta, njezino je gibanje sporije. Promjena brzine gibanja zvijezde je mala, primjerice Zemlja utječe na promjenu brzine Sunca od 0,1 m/s, a Jupiter od 12,5 m/s. Ako se mjerenja obavljaju dulje vrijeme, može se odrediti vrijeme ophoda planeta T i s pomoću trećega Keplerova zakona udaljenost planeta od zvijezde r i brzina gibanja planeta vp:
{\displaystyle r^{3}={\frac {G\cdot m_{z}\cdot T^{2}}{4\cdot \pi ^{2}}}}
{\displaystyle v_{p}={\sqrt {\frac {G\cdot m_{z}}{r}}}}
gdje je: G - gravitacijska konstanta (G = 6,674 08 · 10 – 11 Nm²/kg²) i mz - masa zvijezde. Masa planeta može se izračunati s pomoću zakona o očuvanju količine gibanja:
{\displaystyle m_{p}={\frac {m_{z}\cdot v_{z}}{v_{p}}}}
Najveći nedostatak metode je taj što se s pomoću nje ne može prepoznati ravnina u kojoj se planeti gibaju i odrediti inklinacija planeta. Kut inklinacije može se pretpostaviti statistički jer nijedna ravnina u prostoru nije privilegirana. Proračunavaju se minimalna i maksimalna masa planeta. Masa planeta:
{\displaystyle m_{p}={\frac {m_{i}}{\sin i}}}
gdje je: mp - stvarna masa planeta, mi - izmjerena masa planeta i i - kut inklinacije.

### Fotometrijsko bilježenje tranzita
Fotometrijsko bilježenje tranzita koristi se promjenom zvijezdina sjaja kad planet (gledano sa Zemlje) prolazi ispred nje. Ako se događa u pravilnim razmacima, može se odrediti period obilaska planeta. To je najuspješnija metoda otkrivanja ekstrasolarnih planeta kojom ih je otkriveno oko 75%. Promjena zvijezdina sjaja ovisi o polumjeru zvijezde i planeta. Polumjer zvijezde R može se odrediti s pomoću njezine površinske temperature T i sjaja L:
{\displaystyle R={\sqrt {\frac {L}{4\cdot \pi \cdot \sigma \cdot T^{4}}}}}
gdje je: σ - Stefan-Boltzmannova konstanta (σ = 5,67 × 10–7Wm–2K–4). Polumjer planeta može se odrediti na temelju krivulje promjene zvijezdina sjaja. Prednost metode je što može otkriti planete oko vrlo udaljenih zvijezda.
Prvi planet otkriven tom metodom (1999.) kruži oko zvijezde HD 209458 udaljene od Zemlje 154 svjetlosne godine u zviježđu Pegaza i svakih 3,5 dana umanjuje njezin sjaj za 1,7%. Svemirski opservatorij Kepler neprekidno istodobno snima sjaj oko 100 000 zvijezda, a može zabilježiti pad sjaja zvijezde za stoti dio postotka i otkriti planete 600 puta manjega volumena od Jupitera.
Najveći je nedostatak metode što većina planeta ne kruži oko svojih zvijezda tako da ih, gledano sa Zemlje, zaklanjaju: oko 10% planeta s malim orbitama i tek 0,5% planeta udaljenih od matične zvijezde kao Zemlja od Sunca. Također, tom se metodom ne mogu tražiti planeti oko nestabilnih zvijezda promjenjiva sjaja.

### Mjerenje perioda pulsara
Mjerenje perioda pulsara metoda je koja u nepravilnostima signala pulsara otkriva utjecaj planeta. Atomski satovi omogućavaju mjerenje kašnjenja pulseva od jedne mikrosekunde. Planet veličine Zemlje može dovesti do kašnjenja signala reda veličine milisekunde pa je tom metodom moguće naći planete i deset puta manje od Zemlje. Prvi otkriveni planet oko pulsara (1988.) bio je oko zvijezde PSR B1957+20. Tom je metodom otkriveno samo oko 0,65% ekstrasolarnih planeta, jer su pulsari relativno malobrojni.

### Metoda gravitacijskih leća
Metoda gravitacijskih leća koristi se gravitacijskim utjecajem planeta i njegove matične zvijezde na svjetlost pozadinskih zvijezda. Bilježi se povećanje sjaja pozadinske zvijezde kada zvijezda i planet prolaze ispred nje (gledano sa Zemlje) i kada se prema Einsteinovu zakonu gravitacije povećava njezin sjaj. Takav događaj je rijedak i nepredvidljiv i potrebno je savršeno poravnavanje između pozadinske zvijezde, zvijezde koja će poslužiti kao gravitacijska leća i opservatorija na Zemlji. Zato teleskopi koji tom metodom traže ekstrasolarne planete istodobno snimaju milijune zvijezda. Najčešće su usmjereni prema središtu galaktike jer se u tom smjeru nalazi najviše pozadinskih zvijezda. Prednost metode je što može na velikoj udaljenosti zabilježiti planete veličine Zemlje, a nedostatak što se mjerenje ne može ponoviti. Tom je metodom otkriveno oko 1,7% ekstrasolarnih planeta, prvi otkriveni (2004.) kruži oko zvijezde OGLE-2003-BLG-235L udaljene od Zemlje oko 19 000 svjetlosnih godina u zviježđu Strijelca, 2,6 puta je veći od Jupitera, odmaknut od svoje zvijezde kao Jupiter oko Sunca.

### Izravno fotografiranje
Izravno fotografiranje je metoda otkrivanja ekstrasolarnih planeta koja se suočava s problemom velike razlike (oko milijardu puta) između sjaja zvijezde i planeta. Mogu se snimiti samo veliki planeti (nekoliko puta veći od Jupitera), koji su najčešće prilično odmaknuti od matične zvijezde i emitiraju vlastito toplinsko zračenje. Pri fotografiranju se koriste pomagala kao što su koronografija (precizna fizička blokada svjetlosti zvijezde) i snimanje s dva i više teleskopa i postizanje destruktivne interferencije svjetlosti zvijezde kako bi izašao na vidjelo slabašni sjaj planeta. Tom je metodom otkriveno oko 2,4% ekstrasolarnih planeta. Prvo je snimljen (1995.) smeđi patuljak 54 puta veće mase od Jupiterove, površinske temperature oko 2 600 K, pokraj zvijezde Teide 1, udaljene od Zemlje oko 400 svjetlosnih godina. Prvi planet, 2M 1207 b, snimljen je 2004., oko zvijezde 40 puta manje od Sunca, udaljene od Zemlje 172 svjetlosne godine u zviježđu Centaura, njegova je masa 4 puta veća od Jupiterove, a udaljenost od matične zvijezde 46 astronomskih jedinica.

## Poveznice
- PSR 1257+12 A, jedan od prvih otkrivenih egzoplaneta
- PSR B1620-26c, egzoplanet
- GQ Lupi b, egzoplanet
- 51 Pegasi b, jedan od prvih otkrivenih egzoplaneta
- Gamma Cephei Ab, egzoplanet
- Gliese 667 Cc
- Proksima Centaura b, najbliži egzoplanet
- Gliese 581g